# جاش دالاس
جاش دالاس (انگلیسی: Josh Dallas؛ زادهٔ ۱۸ دسامبر ۱۹۸۱) هنرپیشه اهل ایالات متحده آمریکا است. وی از سال ۲۰۰۶ میلادی تاکنون مشغول فعالیت بوده‌است. وی به خاطر نقش پرینس چارمینگ در سریال روزی روزگاری شناخته شده‌است.

## گزیده فیلمشناسی
از فیلم‌ها یا برنامه‌های تلویزیونی که وی در آن نقش داشته‌است می‌توان به آثار زیر اشاره کرد.
- نزول قسمت ۲ (۲۰۰۹)
- ثور (۲۰۱۱)
- دم‌قرمزها (۲۰۱۲)
- زوتوپیا (۲۰۱۶)
- نیروی نهایی (۲۰۰۶)
- دکتر هو (۲۰۰۸)
- هاوایی فایو-زیرو (۲۰۱۰)
- سی‌اس‌آی (۲۰۱۱)
- پنج (فیلم ۲۰۱۱) (۲۰۱۱)
- روزی روزگاری (۲۰۱۱–۱۸)
- لیست پرواز (۲۰۱۸ - اکنون)